# 圓美光電
圓美光電有限公司，簡稱圓美光電（英語：Perfect Optronics Limited，港交所：8311），在2000年，由鄭偉德（主席及首席執行官），在香港（總部）成立「圓美顯示有限公司」。
業務在香港和國內經營代理及銷售顯示屏之零組件。
上市在2014年2月7日（年初八）於港交所創業板上市。配售股份為3.3億股，配售價格為0.3港元，集資額為0.99億港元，其中配售給160名主要基礎投資者。